# Arrondissement Thann-Guebwiller
Thann-Guebwiller is een arrondissement van het Franse departement Haut-Rhin in de regio Grand Est. Het arrondissement is ontstaan in 2015 door het samenvoegen van de voormalige arrondissementen Thann en Guebwiller. De onderprefectuur is Thann.

## Kantons
Het arrondissement is samengesteld uit de volgende kantons:
- Kanton Cernay
- Kanton Ensisheim (gedeeltelijk)
- Kanton Guebwiller
- Kanton Masevaux (gedeeltelijk)
- Kanton Wintzenheim (gedeeltelijk)